# جوش بلانكنشيب
جوش بلانكنشيب (بالإنجليزية: Josh Blankenship)‏ هو لاعب كرة قدم أمريكية أمريكي، ولد في 13 نوفمبر 1980 في تلسا في الولايات المتحدة.